# 維諾赫拉迪夫卡 (貝雷濟夫卡區)
47°18′25″N 30°16′25″E / 47.30694°N 30.27361°E
維諾赫拉迪夫卡（烏克蘭語：Виноградівка）是位於烏克蘭西南部的村莊，由敖德萨州贝雷济夫卡区的希里亞耶韋市鎮負責管轄。該村始建於1893年，面積0.69平方公里，海拔高度46米，2001年人口123，人口密度每平方公里178.26人。